# Длиннощупальцевая морская собачка
Длиннощупальцевая морская собачка (Parablennius tentacularis) — вид рыб из семейства собачковых (Blenniidae).

## Описание
Максимальная длина тела 15 см, обычно 7-10 см. Тело удлиненное, невысокое, немного сжатое с боков. В спинном плавнике не менее 20 разветвленных лучей и отсутствует выемка между передней и задней его частями. Щупальца над глазами довольно длинные, часто достигают начала спинного плавника, толстые и имеют мясистые отростки и бахрома по заднему краю. На верхней челюсти 24-29, на нижней — 21-25 зубов, крайние зубы обеих челюстей увеличены в виде клыков. Общий фон окраски коричневатый, серовато-желтоватый или красноватый. На боках 6-7 поперечных полос или большие и маленькие пятна. Спинной плавник желтоватый или серовато-желтоватый, в его начале чёрное пятно, грудные плавники желтоватые, анальный серый. У самцов в период размножения появляются грушевидные расширения на концах лучей передней части анального плавника..

## Ареал
Распространение вида: Восточная Атлантика у берегов Испании, Португалии и Марокко, Средиземное и Чёрное моря.

## Биология
Морская донная жилая рыба, которая в теплое время года при температуре воды 18-25 °С обитает на глубинах 1-3 м, встречаясь до глубины 19-25 м. Держится на песчаном дне с валунами и зарослями водорослей, среди больших камней и скал, покрытых растительностью и тому подобное. Размножение в июне-августе на глубине 5 м и более. Икра откладывается в пустые створки моллюсков, под камни, в щели и тому подобное. С одним самцом нерестятся несколько самок и он активно защищает гнездо. Около двух месяцев личинки и молодь ведут пелагический образ жизни, при длине тела 2-2,5 см молодь переходит к придонному образу жизни. Личинки питаются мелкими ракообразными.